# No-pan kissa
No-pan kissa (ノーパン喫茶, literalmente "café sem calcinhas") é um termo japonês para maid cafés onde as garçonetes usam saias curtas sem calcinha. Os pisos, ou seções do piso, às vezes são espelhados.
As lojas geralmente operavam sob uma política de "não toque", uma forma de parecerem cafeterias normais, em vez de estabelecimentos sexuais, embora cobrem um alto preço pelo café. Anteriormente, a maioria dos estabelecimentos de sexo eram estabelecimentos normais, como soaplands e salões rosa, com prostitutas profissionais. Trabalhar em No-pan kissa era uma escolha de emprego popular entre algumas mulheres porque pagavam bem e geralmente exigiam pouco contato sexual com os clientes.
O primeiro a abrir foi em Osaka em 1980. Inicialmente, todos eles estavam em áreas remotas fora dos distritos de entretenimento tradicionais. Em um ano, um grande número foi inaugurado em muitos outros lugares, como as principais estações ferroviárias do Japão.
Na década de 1980 (auge do boom dessas lojas), muitos começaram a ter garçonetes de topless ou bottomless. No entanto, neste ponto, o número dessas lojas começou a diminuir rapidamente.
Eventualmente, essas cafeterias deram lugar a clubes de saúde (massagem), e assim poucas no-pan kissa, se alguma, permaneceram. A Nova Lei de Controle e Melhoria de Negócios de Diversões entrou em vigor em 13 de fevereiro de 1985, que restringiu ainda mais a indústria do sexo e protegeu os negócios mais tradicionais.
Além do no-pan kissa, também houve o no-pan shabu-shabu e o no-pan karaokê.